# 鈴木直道
鈴木直道（日语：／ Suzuki Naomichi，1981年3月14日—），日本政治人物，埼玉縣出身，原東京都廳公務員，現任北海道知事（2019年4月當選）。

## 生平
鈴木直道出生於埼玉縣春日部市，在同縣的三鄉市長大。高中畢業後通過東京都職員採用試驗，於1999年4月進入東京都廳擔任公務員，2000年考入法政大學夜間部（第二部）法學部法律學科就讀，主修地方自治，於2004年畢業。在東京都廳工作期間，他曾先後在東京都衛生局、東京都衛生研究所（現在的東京都健康安全研究中心）、東京都立北療育醫療中心、福祉保健局保健政策部疾病對策課任職，2008年擔任福祉保健局總務部總務課主任時，被東京都廳派遣至北海道夕張市，協助因在2007年破產而大量裁員的夕張市政府運作。
在支援夕張市的期間，鈴木直道主要在市政府的市民課負責福祉保健業務，同時也主動參與當地觀光發展的工作；2010年結束在夕張市的兩年支援工作後，回到東京都廳擔任東京都知事本局總務部總務課主任，後因為在夕張市時期的表現經歷，又被借調至中央政府的內閣府地域主權戰略室。同年年底，辭去在東京都的公務員工作，回到夕張市以無黨籍身分參加2011年的市長選舉並成功當選，在當時以30歲1個月的年齡成為全日本最年輕的市長，此後又於2015年成功連任。
2019年鈴木直道為參加北海道知事選舉，於2月提前辭去夕張市市長的職務，後獲得自由民主党、公明黨、新黨大地的推薦以無黨籍身分參選，並在4月成功當選，再次以38歲的年齡成為全日本最年輕的知事。